# Armando Bó
Armando Bó (9 de dezembro de 1978) é um roteirista argentino. Venceu o Oscar de melhor roteiro original na edição de 2015 pelo trabalho na obra Birdman or (The Unexpected Virtue of Ignorance), ao lado de Alejandro González Iñárritu, Nicolás Giacobone e Alexander Dinelaris Jr..

## Filmografia
- Animal (2018)
- Birdman or (The Unexpected Virtue of Ignorance) (2014)
- Biutiful (2010)

## Prêmios e indicações
- Venceu: Oscar de melhor roteiro original - Birdman or (The Unexpected Virtue of Ignorance) (2014)